# Olga Pešková-Kounovská
Olga Pešková-Kounovská (1905, asi Chrášťany u Rakovníka – ?) byla česká teoložka, duchovní Církve československé husitské, spisovatelka a publicistka. V červenci roku 1947 se stala první vysvěcenou farářkou CČS(H), roku 1953 však církev z politických důvodů opustila.

## Život

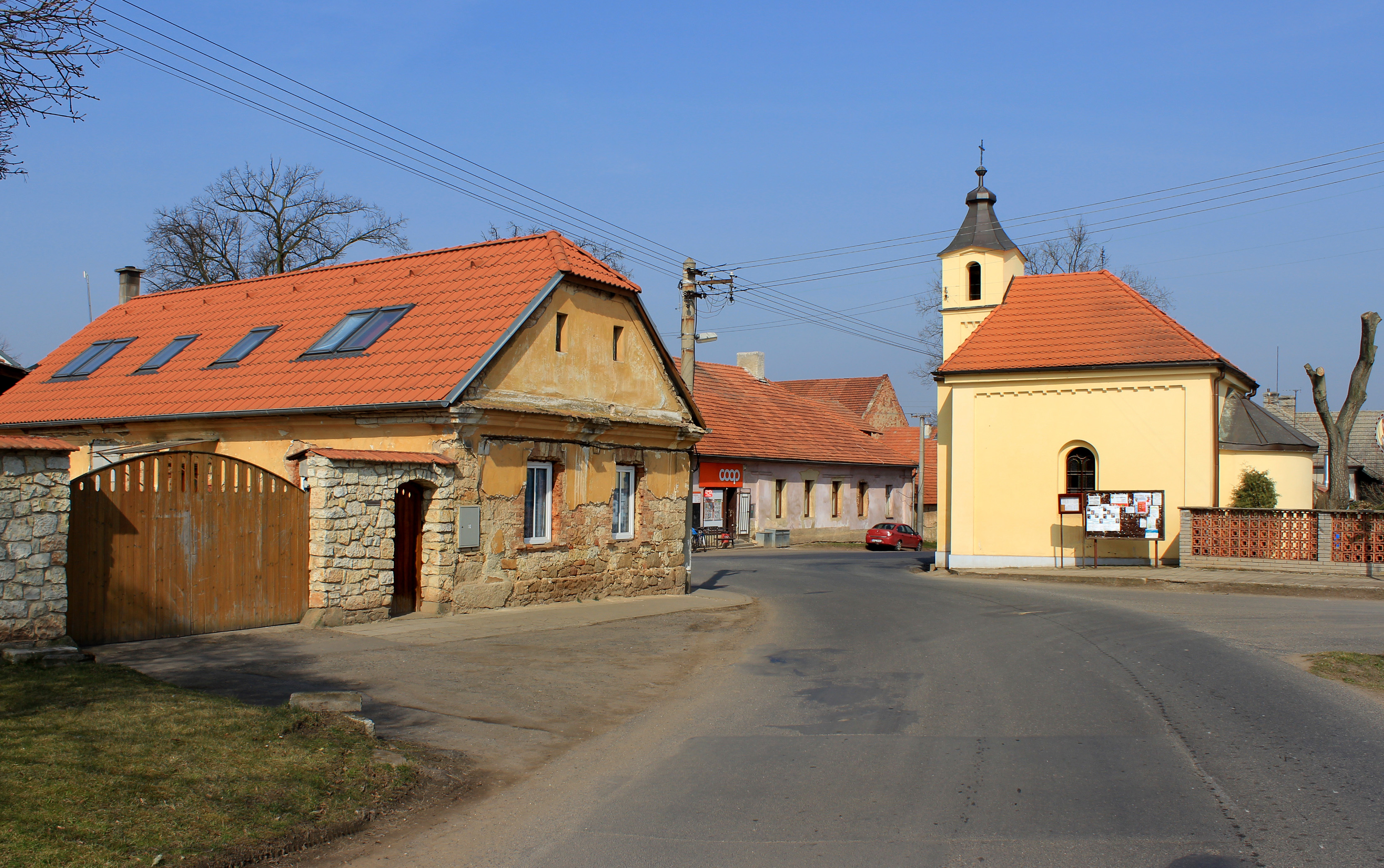
Kaple svaté Panny Barbory v Chrášťanech, propůjčená místním členům ČCH k bohoslužbám

Narodila se nejspíš v Chrášťanech u Rakovníka do evangelické rodiny matematika a doktora přírodních věd Josefa Kounovského (1878–1949), který z Chrášťan pocházel. V době jejího narození působil Kounovský jako profesor na reálce v Hradci Králové. Po absolvování základního a středního vzdělání začala studovat teologii na nově zřízené Husově československé evangelické fakultě bohoslovecké na Univerzitě Karlově, poté, co bylo se vznikem Československa roku 1918 umožněno studovat ženám na vysokých školách. Se vznikem Církve československé (husitské) na přelomu let 1919 a 1920 do ní i s rodinou vstoupila.
Provdala se za teologa a faráře CČS(H) Th. Dr. Bohumila Peška, který se roku 1930 přestěhoval do domu Kounovských do Chrášťan a převzal vedení husitské farnosti s působností v Chrášťanech a Kněževsi. Pešková-Kounovská zde pak vyučovala náboženství. Bohoslužby byly v Chrášťanech konány v zapůjčené římskokatolické kapli svaté Panny Barbory.
Následně získala titul Th. Dr., později pak obhájila docenturu. Začala pedagogicky působit na Husově československé evangelické fakultě bohoslovecké, věnovala se též publicistické činnosti (např. publikace o životě a práci Karla Farského).
Po skončení druhé světové války odsouhlasila ČCH, od roku 1945 již pod státním dohledem, kněžské svěcení žen-farářek, zcela rovnocenných mužským duchovním, a taktéž dobrovolnost celibátu. V tomto ohledu se jednalo o přelomové rozhodnutí, podobné pravomoci ženám udílelo v té době pouze malé množství evangelických církví například ve Švédsku. Olga-Pešková-Kounicová byla 6. července 1947 vysvěcena biskupem pražské diecéze CČS Miroslavem Novákem a patriarchou církve Františkem Kovářem první ženou-farářkou církve. Ve stejném roce, 30. října, byla za přítomnosti obou hodnostářů vysvěcena také Naděžda Brázdilová.
S převzetím politické moci ve státě Komunistickou stranou Československa v únoru 1948 se domácí církve dostaly pod silný politický tlak, Olga Pešková-Kounovská však svým radikálně levicovým zaměřením s vládními tendencemi souzněla. Význam husitského hnutí vnímala v pojetí konceptu třídního boje, myšlenky reprezentované především tehdejším ministrem školství Zdeňkem Nejedlým. Roku 1950 se jako členka KSČ podílela na vzniku Husovy československé bohoslovecké fakulty. Pro ideologické neshody ukončila roku 1953 své členství v CČS(H), ve stejném roce opustila také bohosloveckou fakultu.

## Dílo
- Farský žije (1937)